# Olbiogaster texana
Olbiogaster texana är en tvåvingeart som beskrevs av Lane och Andretta 1958. Olbiogaster texana ingår i släktet Olbiogaster och familjen fönstermyggor.
Artens utbredningsområde är Texas. Inga underarter finns listade i Catalogue of Life.